# Cytaea piscula subsiliens
Cytaea piscula subsiliens is een spinnenondersoort in de taxonomische indeling van de springspinnen (Salticidae).
Het dier behoort tot het geslacht Cytaea. De wetenschappelijke naam van de soort werd voor het eerst geldig gepubliceerd in 1910 door Wladislaus Kulczynski.